# Alan Neilson
Pour les articles homonymes, voir Neilson.
Alan Neilson (né le 26 septembre 1972 à Wegberg) est un ancien footballeur international gallois qui travaille actuellement en tant que coach de développement professionnel pour Norwich City. 
Il joué toute sa carrière en Angleterre en tant que défenseur de 1991 à 2007, notamment en Premier League pour Newcastle United et Southampton. Il joue également pour Fulham, Grimsby Town, Luton Town, Tamworth et Salisbury City. Il rejoint ensuite Luton Town en 2008 en tant qu'entraîneur des jeunes, avant de devenir assistant-manager et trois périodes en tant que manager intérimaire du club. Il quitte le club en juillet 2013 et rejoint Cambridge United en tant qu'entraîneur adjoint plus tard dans l'année. Le 11 mai 2015, il quitte le club en tant qu'assistant manager et est remplacé par Joe Dunne.

## Carrière de joueur

### Newcastle United
Neilson naît à Wegberg, en Allemagne de l'Ouest, où son père sert dans la Royal Air Force. Il peut jouer pour le Pays de Galles grâce à son ascendance. Il commence sa carrière dans le football professionnel avec Newcastle United en 1989 en tant que stagiaire. Il fait ses débuts dans l'équipe première le 9 mars 1991. Décrit comme un défenseur central "soigné", il s’acquitte des tâches de défense de manière simple et claire, évitant le spectaculaire, mais souffrant du fait de sa légèreté et ne prenant jamais le dessus dans la surface. Il marque son seul but pour Newcastle lors d'une défaite 2-1 contre Millwall à The Old Den le 21 septembre 1991. 
Avec Newcastle, il dispute quatre matches pour le Pays de Galles, ses débuts internationaux commencent en remplaçant Dean Saunders contre la république d'Irlande le 19 février 1992, avec trois autres matches en 1994. 

### Southampton
Après un total de 50 matchs pour Newcastle, il est transféré à Southampton pour 500 000 £ en juin 1995. La signature de ce dernier est la dernière décision d'Alan Ball en tant que manager avant d'aller à Manchester City. 
Neilson est un défenseur compétent qui peut jouer à l'arrière ou au centre, mais sa carrière au The Dell est perturbée par de fréquents changements de direction. Il fait ses débuts le 26 août 1995 en tant que remplaçant à Everton, à la suite de quoi il remplace Jason Dodd à l'arrière droit pendant quatre matches avant que Dodd ne soit rappelé. Bien que Neilson joue quelques matchs, son premier match dans le onze de départ a lieu en mars, lorsqu'il remplace Richard Hall au centre. Dans la saison 1996-1997, avec Graeme Souness en tant que manager, Neilson fait un total de 29 matchs pendant que « Les Saints » ont des difficultés, avec une place de relégation à un point près, avec cinq matches à jouer. 
Malgré les mauvais résultats des Saints, Neilson est de nouveau appelé en sélection nationale pour une défaite 7-1 contre les Pays-Bas le 9 novembre 1996. 
Souness quitte le club à l'été 1997 pour être remplacé par Dave Jones, qui amené plusieurs nouveaux joueurs, dont l'arrière gauche Lee Todd, de son club précédent, Stockport County. Avec Todd et Dodd comme défenseurs, les quelques apparitions de Neilson se déroulent en milieu de terrain, avant de s’installer à Fulham pour 225 000 £ en novembre 1997, où il rejoint son ancien manager à Newcastle, Kevin Keegan. 

### Fin de carrière
Neilson a des blessures tout au long de sa carrière à Fulham, faisant seulement 29 matches de championnat en près de cinq saisons. Il dispute trois matches de championnat lors de la saison 2000-01 de Fulham, au terme de laquelle il est promu en Premier League. L’un d’eux était un match clé chez les rivaux les plus proches, Blackburn Rovers, en avril 2001. Fulham était 1-0 en bas et ont ensuite été réduits à dix hommes après l'expulsion de Rufus Brevett. Neilson a été convoqué par Barry Hayles pour renforcer la défense et ils ont récupéré pour gagner 2-1. En octobre 2001, Neilson est transféré gratuitement à Grimsby Town, mais ne dispute que 12 matchs avant sa libération en février 2002. 
Plus tard dans le mois qui suit sa libération de Grimsby, Neilson rejoint Luton Town, où il participe à 57 matchs, marquant une fois contre Stockport County. 
Neilson rejoint le club de Tamworth en 2006, en rejoignant un ancien coéquipier de Southampton, Richard Dryden. 

## Carrière d'entraîneur
Neilson quitte Tamworth au début de 2007 pour poursuivre sa carrière d'entraîneur à Luton Town et au Barnfield College. Il est indécis quant à sa décision de prendre sa retraite ou non, mais le 23 février 2007, il signe un contrat à court terme pour Salisbury City,. 
En juin 2008, Neilson rejoint son ancien club, Luton Town, en tant qu'entraîneur du développement des jeunes. Il est ensuite nommé entraîneur de la première équipe aux côtés de Kevin Watson,. Le 1er octobre 2009, le manager Mick Harford se sépare des Hatters, laissant Neilson aux commandes avant le match contre son ancienne équipe Tamworth deux jours plus tard. Neilson dirige ensuite l'équipe dans une série de cinq matches sans défaite en tant que manager par intérim jusqu'à ce que Richard Money soit installé en tant que manager permanent le 30 octobre. Neilson est nommé assistant manager de Money. À la fin de la saison 2009-2010, Neilson est remplacé par celui de responsable du développement de la première équipe, Gary Brabin. Brabin succède à Money vers la fin de la saison 2010-11 et reprend Neilson en tant qu'entraîneur. Brabin est limogé par le club en mars 2012, Neilson prend la relève pour le prochain match, une défaite 3-1 contre Braintree Town,. Paul Buckle est nommé manager de Luton peu après cette défaite et garde de nouveau Neilson au club en tant qu'entraîneur. Buckle quitte le club 10 mois plus tard. Neilson est responsable de façon temporaire de l'équipe. Un match nul et deux défaites amènent Neilson à s'excuser auprès des supporters de Luton pour les mauvaises performances de l'équipe,. John Still quitte son poste de gestionnaire de longue date au sein du club de la League Two, Dagenham & Redbridge, pour devenir le nouveau manager de Luton le 26 février. Neilson est de nouveau revenu dans un rôle d'entraîneur sous un cinquième manager. Neilson est libéré de son contrat et quitte le club en juillet 2013 après cinq ans dans divers rôles d'entraîneur. 
En octobre 2013, il sollicite conjointement John Psaras pour le poste de manager vacant au Forest Green Rovers. La candidature n'abouti pas, mais Neilson rejoint Cambridge United en décembre 2013 en tant qu’entraîneur adjoint de l’ancien manager de Luton, Richard Money. 
Neilson quitte les U le 11 mai 2015. Il rejoint l'équipe des entraîneurs de Norwich City en août 2015.